# Camisetas contra Pieles
Camisetas contra Pieles (título original: Shirts/Skins) es un telefilme estadounidense de comedia y deporte de 1973, dirigido por William A. Graham, escrito por Bruce Paltrow, musicalizado por Jerry Fielding, en la fotografía estuvo Michel Hugo y los protagonistas son Bill Bixby, Leonard Frey y Doug McClure, entre otros. Este largometraje fue realizado por MGM Television y se estrenó el 9 de octubre de 1973.

## Sinopsis
Seis hombres de negocios que juegan un partido de básquet semanalmente luego del trabajo, son parte de una apuesta en una competición de escondite.